# Muhàmmad ibn al-Hanafiyya
Abu-l-Qàssim Muhàmmad ibn Alí ibn Abi-Talib al-Haiximí al-Quraixí (àrab: أبو القاسم محمد بن علي بن أبي طالب الهاشمي القرشي, Abū l-Qāsim Muḥammad b. ʿAlī b. Abī Ṭālib al-Hāximī al-Quraxī), més conegut com Muhàmmad ibn al-Hanafiyya (àrab: محمد بن الحنفية, Muḥammad b. al-Ḥanafiyya), fou fill d'Alí ibn Abi-Tàlib i Khawla, de la tribu dels Banu Hanifa. Encara que no tenia sang directa de Mahoma com els seus germanastres al-Hàssan i al-Hussayn, a la renúncia del primer i la mort del segon a Karbala (680), fou considerat per molts com el cap de família.
És considerat un home dèbil que no va actuar políticament per manca de confiança; ell i la seva família eren aficionats a certs luxes, i el califa omeia els va controlar amb pensions i prebendes que no representaven gairebé res per l'estat i mantenien sota control els elements alides.
El 685 l'aventurer al-Mukhtar ibn Abi-Ubayd es va revoltar a Kufa en defensa dels drets d'Ibn al-Hanafiyya i en contra dels d'Abd-Al·lah ibn az-Zubayr, però el primer va refusar el títol de Mahdí i es va mostrar evasiu amb relació a Mukhtar, del qui pensava que en realitat defensava el seu propi interès; però l'evasiva fou interpretada com una acceptació i la revolta es va ampliar. Abd-Al·lah ibn az-Zubayr va fer empresonar Ibn al-Hanafiyya junt amb altres, com Abd-Al·lah ibn al-Abbàs, sent deportat finalment a la Meca prop del pou de Zamzam, des d'on va demanar ajut a Mukhtar el qual va enviar un exèrcit al Hijaz que va salvar al darrer moment, tot evitant enfrontaments amb les forces d'Ibn az-Zubayr.
Ibn al-Hanafiyya es va refugiar a Mina, a prop de la Meca, i després a Taïf, però ja no va estar al costat d'Al-Mukhtar i quan aquest va morir en combat a Kufa el 687, Ibn al-Hanafiyya no va quedar compromès. Com que no volia fer homenatge ni a Abd-al-Màlik ibn Marwan a Síria ni a Abd-Al·lah ibn az-Zubayr al Hijaz, i només acceptava reconèixer aquell que fes unanimitat dins l'umma, es va manifestar independent i disposat a col·laborar amb omeies, zubàyrides i kharigites.
Després de la mort d'Ibn az-Zubayr el 692 va reconèixer el califa omeia i el va visitar (697/698) a Damasc retornant després a Medina on va morir el 700/701. Per un temps va sorgir la creença de la seva tornada.